# Ганрок
Ганро́к (фр. Guenroc, брет. Gwenroc'h, галло Genroc) — коммуна во Франции, находится в регионе Бретань. Департамент — Кот-д’Армор. Входит в состав кантона Брон. Округ коммуны — Динан.
Код INSEE коммуны — 22069.

## Топонимика
В переводе с бретонского Gwenroc’h — «белый камень».

## География
Коммуна расположена приблизительно в 340 км к западу от Парижа, в 37 км северо-западнее Ренна, в 60 км к юго-востоку от Сен-Бриё.

## Население
Население коммуны на 2016 год составляло 219 человек.
| 1962 | 1968 | 1975 | 1982 | 1990 | 1999 | 2008 | 2016 |
| ---- | ---- | ---- | ---- | ---- | ---- | ---- | ---- |
| 268  | 249  | 193  | 185  | 176  | 195  | 197  | 219  |

## Экономика
В 2007 году среди 132 человек в трудоспособном возрасте (15—64 лет) 95 были экономически активными, 37 — неактивными (показатель активности — 72,0 %, в 1999 году было 68,4 %). Из 95 активных работали 92 человека (53 мужчины и 39 женщин), безработных было 3 (2 мужчин и 1 женщина). Среди 37 неактивных 13 человек были учениками или студентами, 14 — пенсионерами, 10 были неактивными по другим причинам.

## Фотогалерея

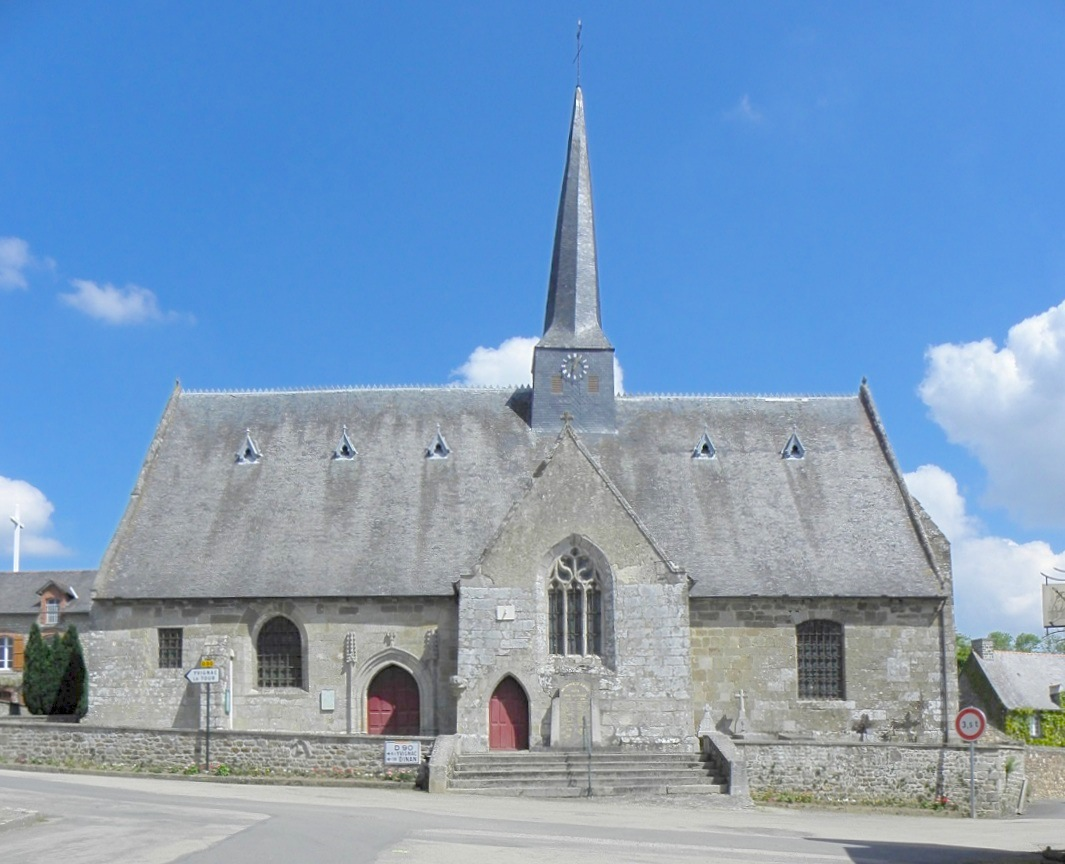
Церковь Сен-Жерве
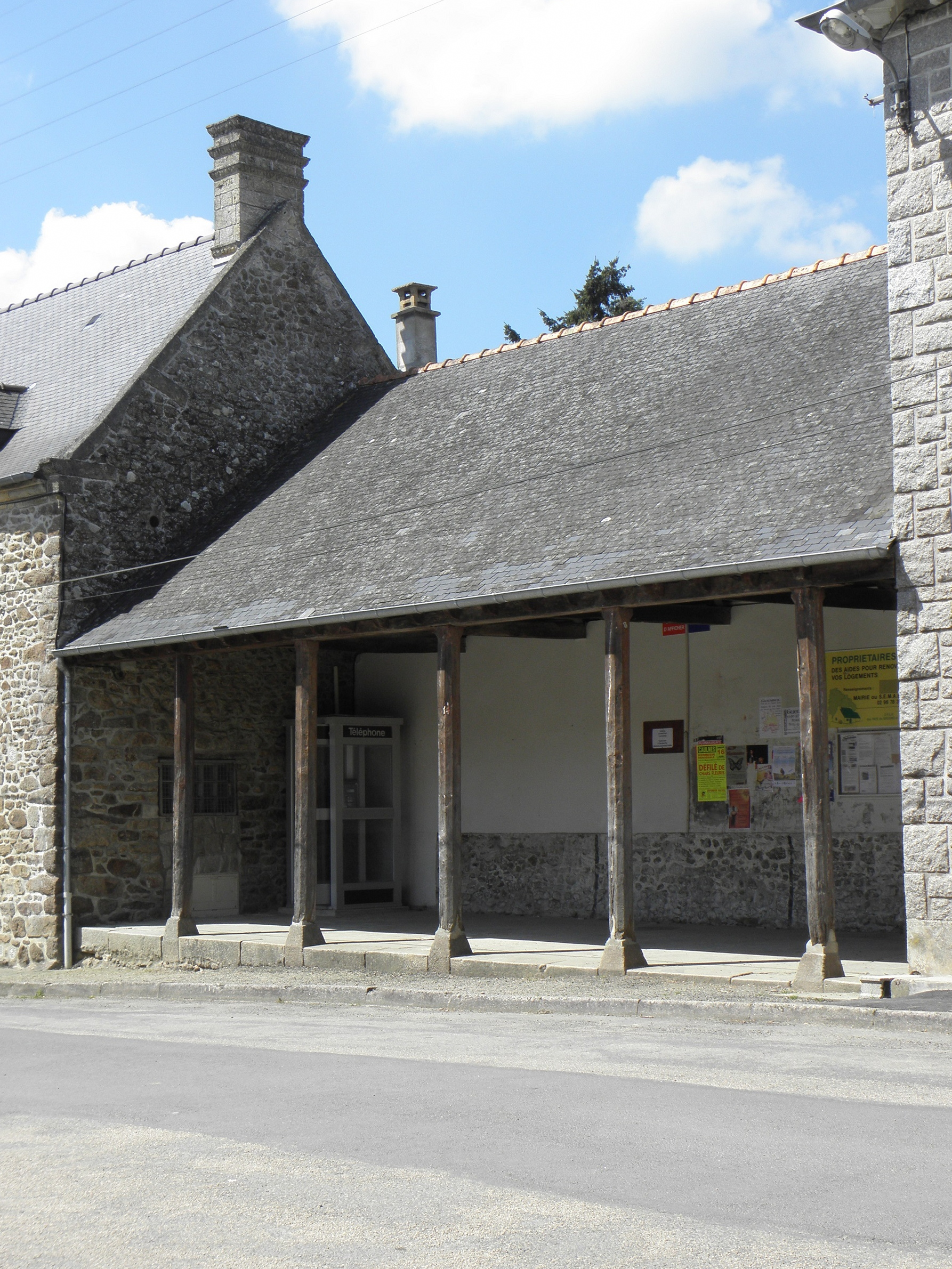
Крытый рынок
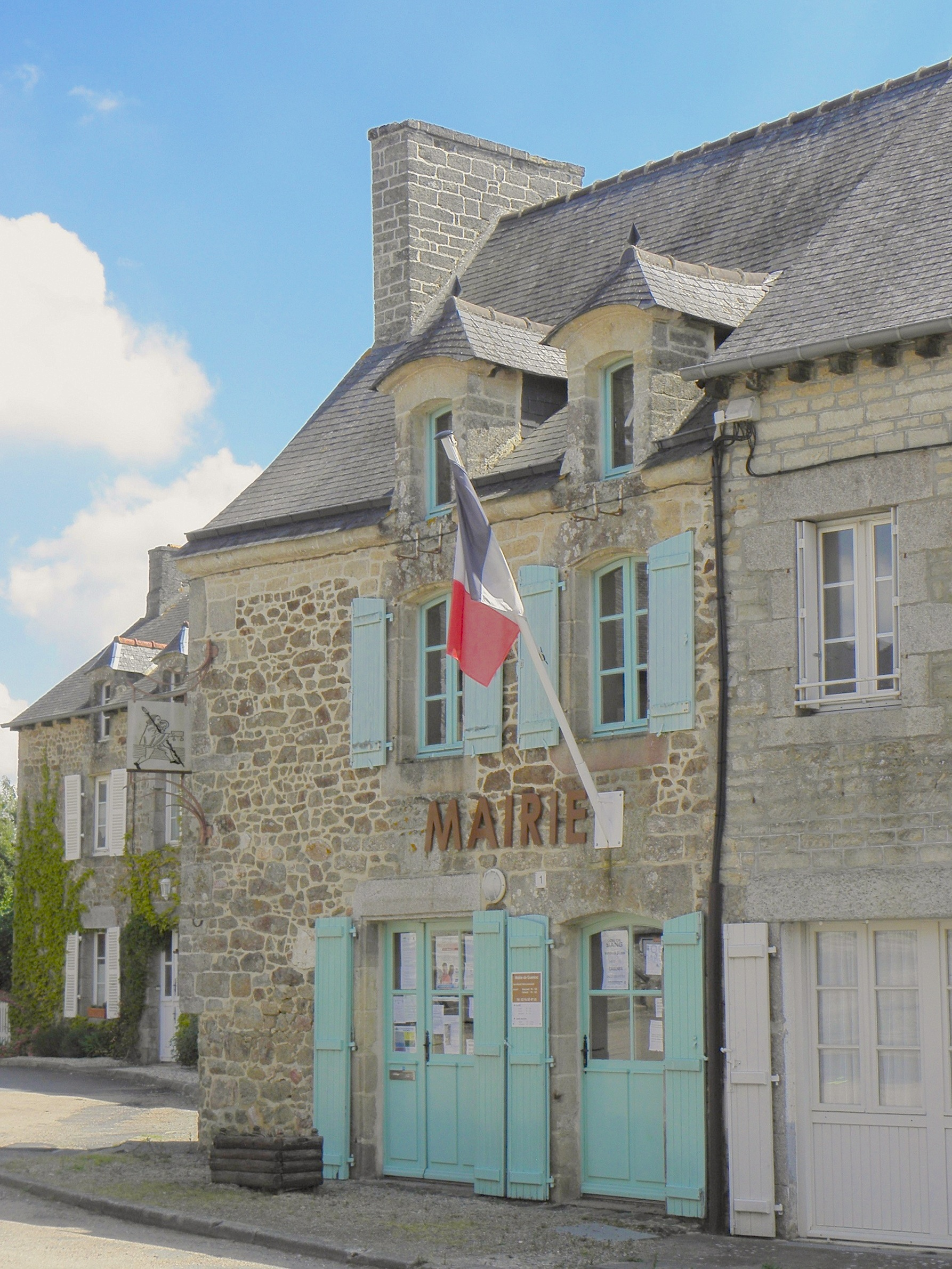
Мэрия
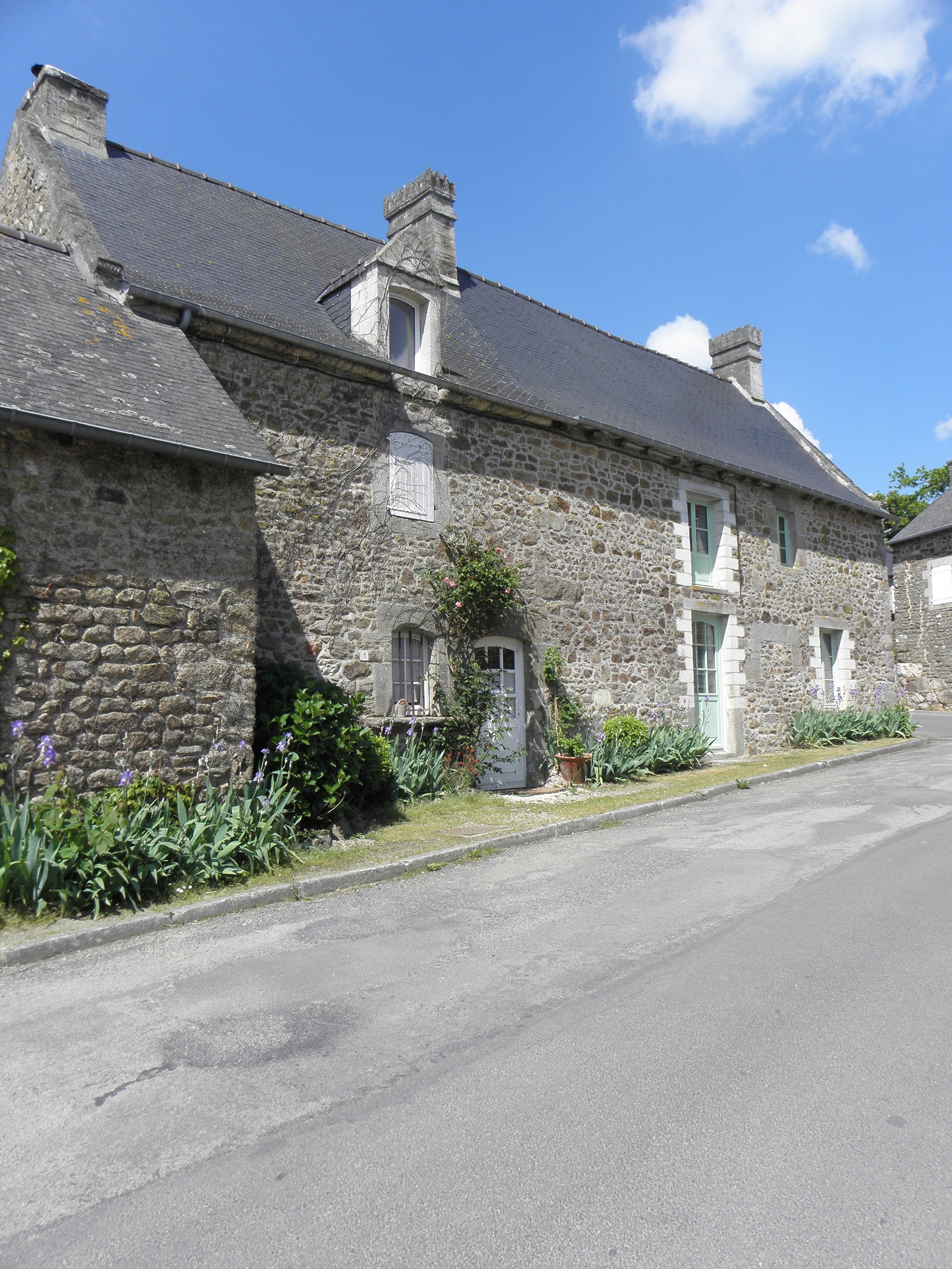
Старый дом